# Kakrakdalen, Bamiyan
Kakrakdalen (persiska: دره ککرک, Darreh-ye Kakrak), eller bara Kakrak, är en dal i Bamiyanprovinsen i den centrala delen av Afghanistan.
I Kakrakdalen finns ett stort antal grottor med fynd av buddhistisk konst från en tidsperiod som spänner från 500-talet till 1200-talet. Området är ett världsarv och är en del av kulturlandskapet och fornlämningarna i Bamiyandalen.